# Болонска декларация
Болонската декларация е документ, подписан от членовете на Европейския съюз, касаещ хармонизиране на висшето образование в Съюза.
Декларацията е подписана на 18 и 19 юни 1999 г. в Болоня (Италия).
Страните, членуващи в ЕС, се ангажират да въведат 3-степенна система на висше образование:
- Първа степен – 3-годишен курс на следване, който студентите завършва със степен бакалавър;
- Втора степен – 2-годишен курс на следване, който е продължаващ за студентите със степен бакалавър и който студентите завършват със степен магистър (присъжда се при успешна защита на магистърска теза);
- Трета степен – 3-годишен курс на следване, който студентите могат да запишат след придобиване на степен магистър и завършват след успешно защитена дисертация със степен доктор.

Определен е списък на специалностите, при които първа и втора степен се следва слято (медицина, ветеринарна медицина, право, архитектура и някои др.) и при които задължително се придобива степен магистър.